# Сетубал
Вижте пояснителната страница за други значения на Сетубал.
Сету̀бал (на португалски: Setúbal, [sɨˈtubaɫ]) е град в Португалия, административен център на едноименни община и окръг в регион Лисабон.
Разположен е на северния бряг на естуара на река Саду, на 30 km югоизточно от град Лисабон. Селището е известно още от времето на Ал-Андалус, но получава статут на град през 1860 година. Населението му е 86 618 души (по данни от преброяването от 2011 г.).
Местният футболен отбор е Витория Сетубал.

## Известни личности
Родени в Сетубал
- Жозе Моуриньо (р. 1963), футболист
- Бруно Рибейро (р. 1975), футболист
- Мария Тереза (р. 1982), певица